# 冷宮
冷宮，在中国戲曲、舊小說中指君主安置失寵的后妃、皇子的地方，現在比喻存放不用的東西的地方。

## 語出
在元朝馬致遠所作之《漢宮秋》的第一折曾提及：「眉頭一縱，計上心來，只把美人圖點上些破綻，到京師必定發入冷宮。」另有同為元代《抱妝盒》（作者失考）的第四折寫到：「那一個劉娘娘占盡了寢殿百年歡，這一個李美人整受了冷宮中一世苦。」因此可見；「冷」字作寂靜、寂寞、閒散解釋。因此冷宮並非某個宮殿的名稱；與犯罪或失寵皇族被圈禁、拘禁、鎖禁的別宮或空屋不同，比如珍妃即被圈禁而非打入冷宮；光緒帝愛新覺羅載湉則被慈禧太后軟禁，也非打入冷宮。